# Baelo Claudia
Baelo Claudia là tên của một thị trấn La Mã cổ đại cổ, nằm bên ngoài Tarifa 22 km, gần thị trấn Bolinia, phía nam Tây Ban Nha. Nằm trên bờ eo biển Gibraltar, thị trấn có lịch sử là một làng đánh cá và điểm thương mại khi nó được thành lập 2000 năm trước. Mặc dù phát triển thịnh vượng vào thời kỳ Claudius, thị trấn đã đi suy giảm nhanh bởi các trận động đất và bị bỏ hoang vào thế kỷ thứ 6.

## Hình ảnh

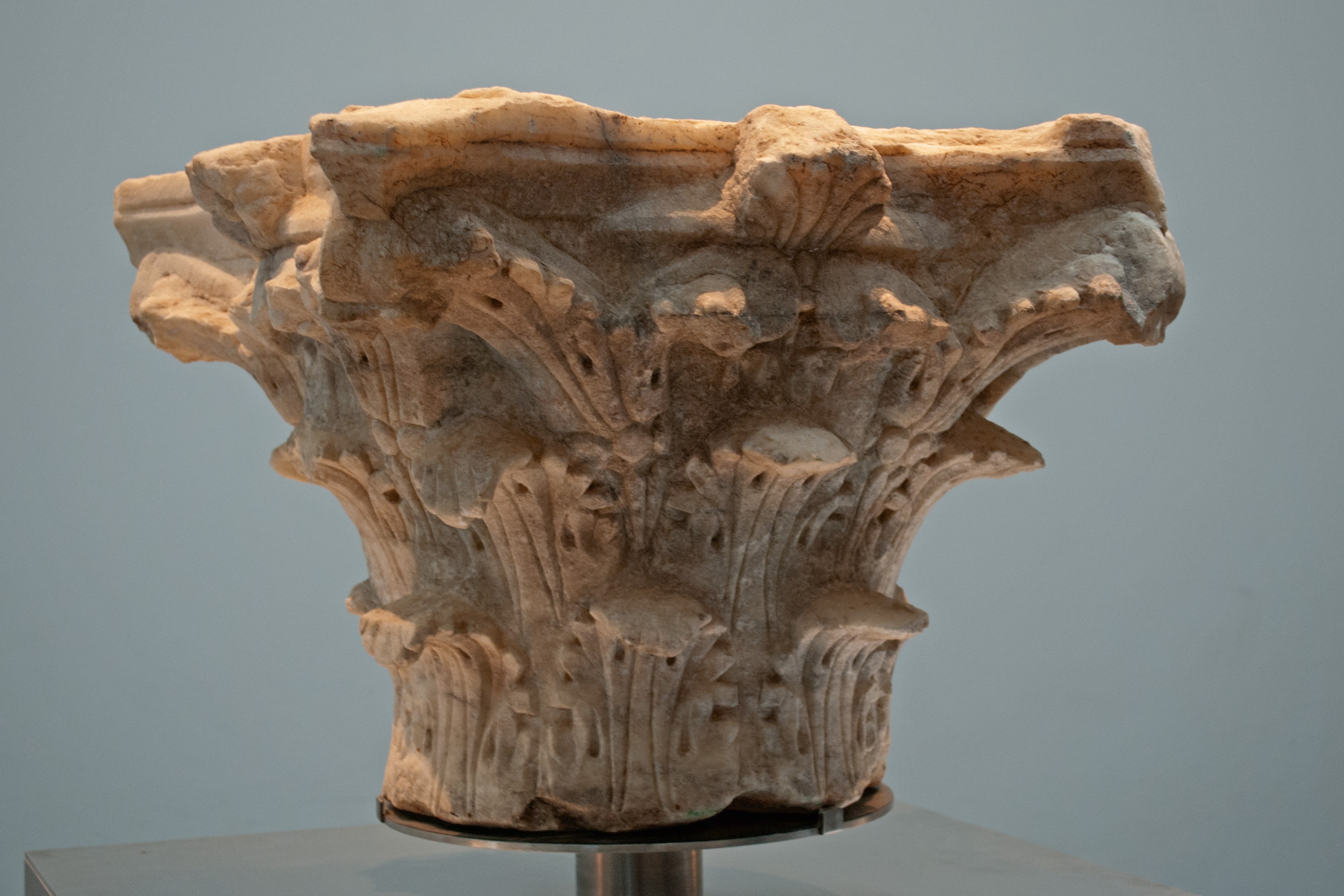
Cột kiến trúc Roma
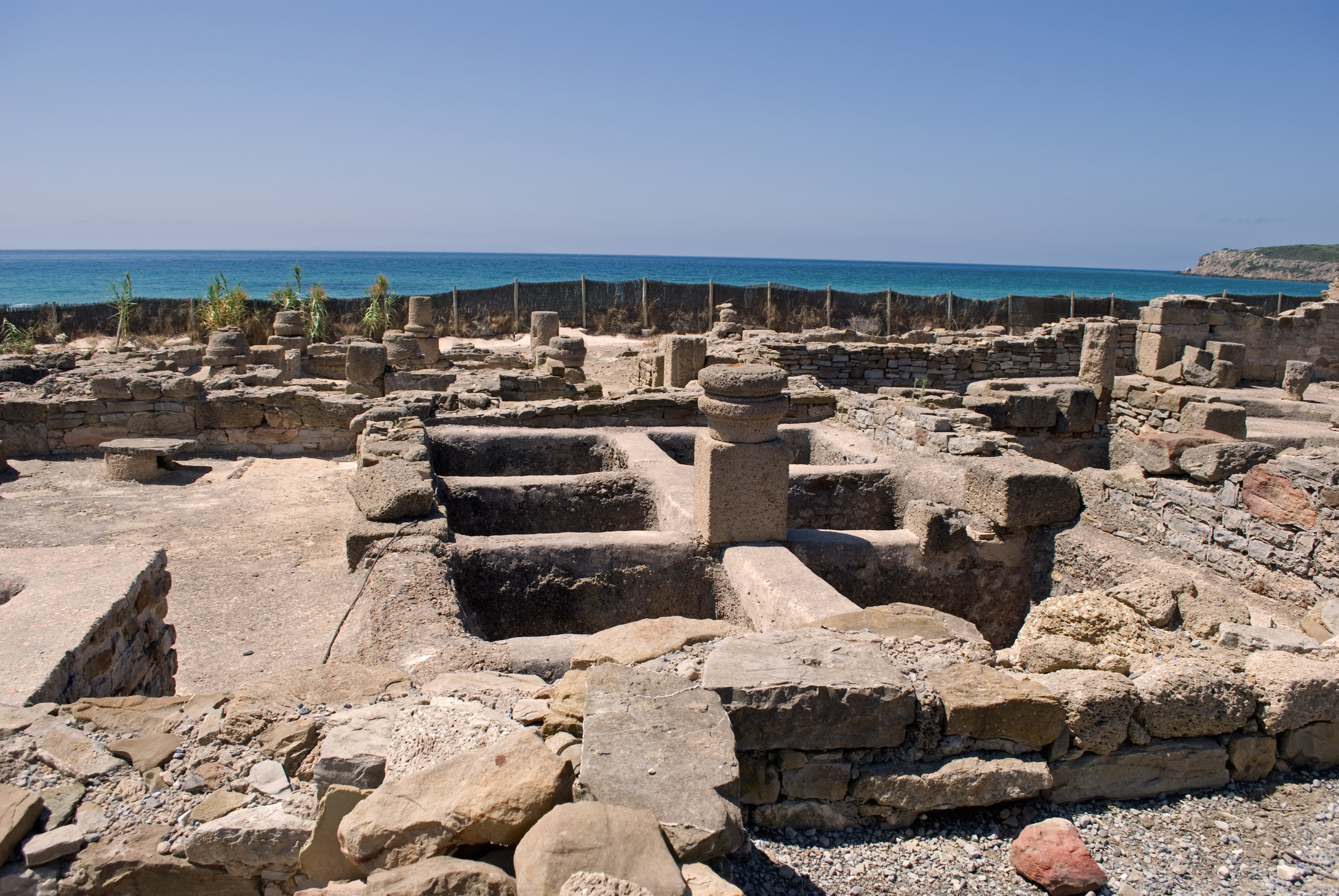
Các tàn tích của một xưởng chế biến cá biển Garum (nước mắm)
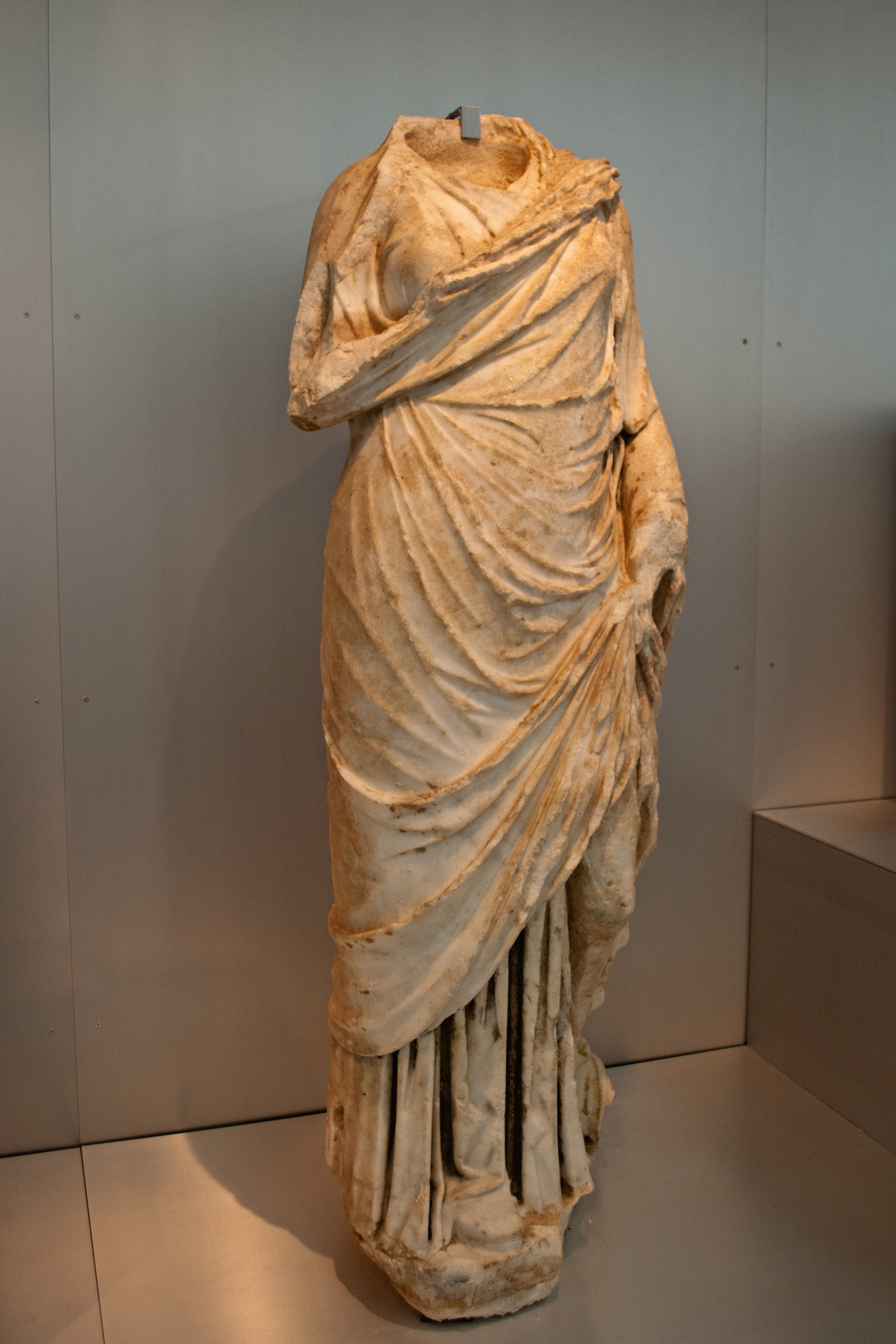
Tượng nữ thần với Palla (garment) và dây Stola
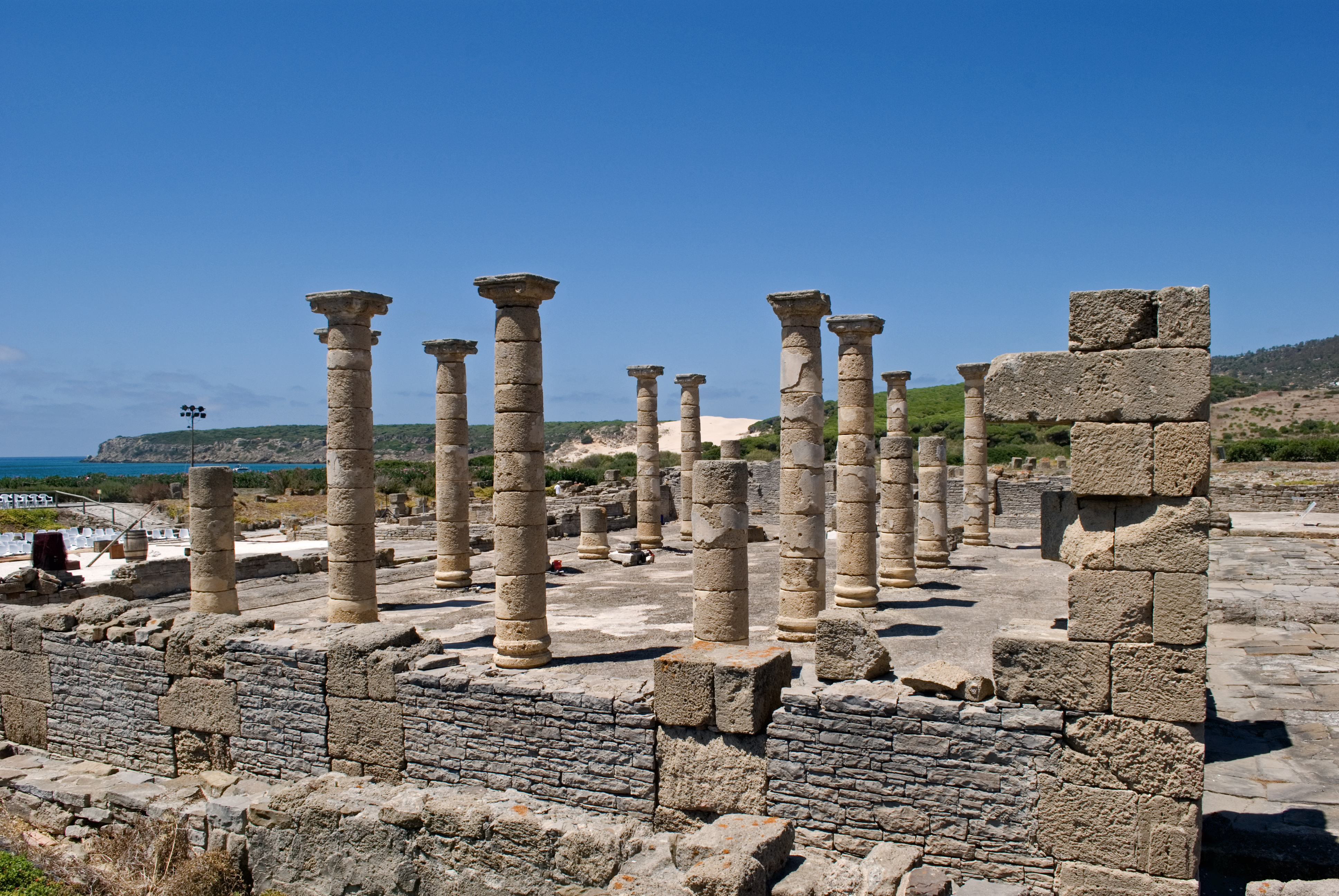
Vương cung thánh đường